# ヤング・ヴィク
ヤング・ヴィク（英: Young Vic）は、ランベス区・サウス・バンク近くの、ザ・カットに位置する劇場である。2000年からは、デイヴィッド・ランが劇場の芸術監督を務めている。劇場の理念は "produce great plays for great audiences now and in the future"（訳：今と未来の素晴らしい観客に向けて、素晴らしい演劇を贈ること）である。

## 歴史
第二次世界大戦直後の1946年、ジョージ・ディヴァインによって、ヤング・ヴィク・カンパニー（英: Young Vic Company）が創設された。これはオールド・ヴィク・シアター・スクールから分岐したもので、9歳から15歳までを対象とした古典演劇上演を目的にした劇団だった。
このカンパニーは、1948年にディヴァインや他の劇団員が全員オールド・ヴィクを辞めたことで解散してしまう。その後、1969年にフランク・ダンロップが、ヤング・ヴィク・シアターの初代監督に就任した。彼はモリエールの『スカパンの悪だくみ』を無償で翻案し、ナショナル・シアターとなった新しい劇場のために作品を上演した。この作品はタイトルロールにジム・デイルを据えて1970年9月11日に封切られ、舞台芸術をカール・トムズ、衣装をマリア・ビヨルンソンが担当した。
当初劇場はロイヤル・ナショナル・シアターの一角を成していたが、1974年に、「ヤング・ヴィク・シアター」として独立した。
当時ナショナル・シアターの芸術監督を務めていたローレンス・オリヴィエは次のように述べている。「若い観衆のために演劇を発展させること、作家や役者、演出家のために実験的なワークショップを行うことを考えるべきだ」 この言葉には、形式張らない環境で、値段を抑えて一流の演劇を観ることのできる劇場を作ろうという意志が込められている。理念は若者層に広く訴えかけるものだったが、この時はまだ児童たちへ訴えかけるものにはなっていなかった。

## ヤング・ヴィク・シアター
フランク・ダンロップは1970年に劇場の建設を終えた。劇場は、ザ・カットの、精肉店跡地・被爆区域を使ってコンクリートで建てられた。元々は5年で取り壊される計画だったが、後から常設の劇場にすることが決められた。
張り出し舞台の付いたオーディトリウムには420人の観客を収容できる。席の形状は、作品の演出によって大きく変更することができる。
ヤング・ヴィクには、メインハウスに加えて、より小さい2つの劇場空間が併設されている。1つ目の「マリア」（英: Maria）はデザイナーのマリア・ビヨルンソンに因んで名付けられ、150人分のキャパシティがある。シェフィールドにあるクルーシブル劇場の芸術監督、クレア・ヴェナブルズに因んで名付けられた「クレア」（英: Clare）には70人を収容できる。メインハウス同様に、どちらも自由に座席アレンジができ、演出に合わせて組み替えることができる。このため、俳優が観客のすぐ近くで演技をすることも可能になる。
ヤング・ヴィクは元々古典演劇のために建てられたが、今では革新的な作品も度々上演されている。ヤング・ヴィクには人気俳優が何人も出演しており、イアン・チャールソンもその1人である。彼は1972年から1974年にかけてヤング・ヴィクに出演し、俳優としての第一歩を踏み出した。またジョン・オズボーンの『怒りをこめてふり返れ』ではジミー・ポーターを演じ、1973年にはトム・ストッパード作『ローゼンクランツとギルデンスターンは死んだ』の初めての再演でハムレットを演じた。他にもヴァネッサ・レッドグレイヴ、ヘレン・ミレン、ジュディ・デンチ、ティモシー・ダルトン、ロバート・リンゼイ、ウィラード・ホワイト、ジョン・マルコヴィッチ、マイケル・シーン、アーサー・ロウなどが出演している。
ロックバンドのザ・フーは、1971年始めに、この劇場で毎週無料コンサートを行っていた。これは後のアルバム『フーズ・ネクスト』の曲目を試演するためのものだった。このコンサートの1公演がアルバムのデラックス版に収録され発売されている。
劇場南東の角には、1941年のロンドン大空襲の際、劇場の場所に元あった建物に避難し、爆撃で亡くなった54人の犠牲者を偲ぶ記念碑が存在する。
1982年には、ヤング・ヴィクをホスト会場に「詩のオリンピック」（英: Poetry Olympics）が開催され、コメディアンのパット・コンデルが登場した。

## 受賞歴
| 年   | 受賞                                                                                                | 作品名                                  | 備考 |
| ---- | --------------------------------------------------------------------------------------------------- | --------------------------------------- | ---- |
| 2004 | ローレンス・オリヴィエ賞 for Outstanding Achievement in an Affiliate Theatre                        |                                         |      |
| 2008 | ローレンス・オリヴィエ賞 最優秀ミュージカル再演賞 (Laurence Olivier Award for Best Musical Revival) | モーツァルト『魔笛』（翻案）            |      |
| 2013 | The Critics' Circle Peter Hepple Award for Best Musical (en)                                        | "The Scottsboro Boys" (Scottsboro Boys) |      |

## 2004年から2006年の改修
2003年、ヤング・ヴィクは、劇場の改修費用1250万ポンドを捻出するためキャンペーンを行い、2004年には改修のための閉館期間に入った。
デザインは建築家コンビ、ハワース・トンプキンスが担当した。彼らはロイヤル・コート・シアターやリージェンツ・パーク・オープン・エア・シアター、アルマイダ・シアターの改修も行っている。また、ジェーン・ワーニック・アソシエーツ（英: Jane Wernick Associates）が構造エンジニアを、マックス・フォーダム・LLP（英: Max Fordham LLP）が建築コンサルタントを担当し、改修工事は2006年10月に終了した。
メイン劇場はそのまま残されているが、改修を経て技術的に進化している。元々あった肉屋の店構えは、建物のメイン・エントランスや切符売り場に保存されている。
元の1970年代を偲ばせる建築構造は建て替えられ、新しいロビーや楽屋、2つのスタジオ・シアター、ワークショップ空間が作られた。アーツ・カウンシル・イングランドからは、500万ポンドの賞金が与えられた。
ヤング・ヴィクは2006年10月11日に再開館し、こけら落としには、ジョナサン・ダヴ作曲、デイヴィッド・ラン脚本のコミュニティ・オペラ『トビアスと天使』が選ばれた。
2007年5月16日には、ヤング・ヴィクの改修に対して、『王立英国建築家協会・ロンドン年間建築賞』（英: RIBA London Building of the Year Award）が授与された。この賞に続き、同年7月27日には RIBAスターリング賞も授与されている。
センス・ワールドワイドによる2010年の活動は、30年来のポリシー "sit anywhere" を変え、新しいポリシー "It's a big world in here" を打ち出すことに繋がった。

## ヤング・ヴィク・ショートフィルム
ヤング・ヴィクは、ガーディアン紙とコラボレーションして5つのショートフィルムを制作した。ヤング・ヴィクで公演された作品に対して、監督・脚本家・俳優たちが、短編で「大胆な」（英: "bold"）スピンオフ映画を撮影した。作品は現在ガーディアンのYouTubeアカウント上で視聴できる。
"Epithet"（2012年）
- 動画リンク：Epithet - YouTube
- エドワード・ボンド（英語版）の戯曲『ビンゴ（英語版）』のスピンオフ。主演：パトリック・スチュワート、アンガス・ジャクソン監督[注 6]、脚本：マーク・オーロウ（英語版）。

"Nora"（2012年）
- 動画リンク：Nora - YouTube
- ヤング・ヴィクで上演された『人形の家』のスピンオフ。主演：ハティー・モラハン[注 7]、脚本：ニック・ペイン[注 8]、キャリー・クラックネル（英語版）監督。

"Bed Trick"（2013年）
- 動画リンク：Bed Trick - YouTube
- ヤング・ヴィクで上演された、トマス・ミドルトン、ウィリアム・ローリー（英語版）の戯曲『チェンジリング（英語版）』のスピンオフ。シニード・マシューズ（英語版）主演。

"Connection"（2013年）
- 動画リンク：Connection - YouTube
- ベラルーシ・フリー・シアター（英語版）に触発された作品。Nicolai Khalezin[訳語疑問点]とローラ・ウェイド[注 9]が脚本を担当した。Khalezinとジュード・ロウが主演し、監督はウラジーミル・シチェルバン[注 10]が務めた。

"Columbite Tantalite"（2013年）
- 動画リンク：Columbite Tantalite - YouTube
- ヤング・ヴィクで上演された "A Season in the Congo" のスピンオフ作品。キウェテル・イジョフォーが脚本と監督を担当した。

## 関連劇団
ヤング・ヴィクは、"Fevered Sleep"、ベラルーシ・フリー・シアター、"1927"、"Regional Theatre Young Director Scheme"の4劇団のホームである。

## デジタル・シアター
ヤング・ヴィクはデジタル・シアターの実施劇場の1つである。このプロジェクトは、劇場で上演された作品を、ビデオ形式でダウンロードできるようにするものである。最初の配信作品には、『カフカの猿』"Kafka's Monkey" と『コンテナ』"The Container" が選ばれた。